# Guido Magnone
Guido Magnone (Torino, 22 febbraio 1917 – Clamart, 9 luglio 2012) è stato un alpinista e scultore francese.
Guido Magnone arrivò in Francia a tre anni con i suoi genitori Mario ed Eugenia Lisa. Dopo gli studi artistici scoprì la montagna e in breve divenne uno dei migliori arrampicatori della sua generazione, inserendo tra i suoi record la conquista di cime prestigiose come la parete ovest del Petit Dru nelle Alpi, la prima conquista del Fitz Roy in Patagonia con Lionel Terray o il Makalu nell'Himalaya.
Dal 1956 al 1965 è stato presidente del Groupe de haute montagne.
Per quanto riguarda la sua attività di scultore, una sua opera è esposta nel Museo all'aperto di Etroubles, in Valle d'Aosta.

## Imprese
- 1948: Parete nord del Pizzo Badile.
- 1952: Parete nord dell'Eiger. Primo sulla parete ovest del Petit Dru; parete est del Grand Capucin; prima salita sul Fitz Roy (Patagonia);
- 1955: Prima salita del Makalu (8480 m).
- 1956: Seconda salita della torre del Mustagh (parete SO).
- 1959: Abbandono a 300 m dalla cima del Jannu.
- 1962: Prima salita del Chacraraju (6000 m) in Perù.
- 1965: Prima salita della tour Eiffel in diretta TV con Lucien Bérardini, Robert Paragot, Ian Mc Naught Davis, Vermondet

Numerose spedizioni nel Caucaso e nelle montagne Rocciose.